# تين إوزي
تين إوزي (الاسم العلمي:Ficus anserina) هو نوع من النباتات يتبع جنس التين من الفصيلة التوتية.